# Fähre Ferchland–Grieben
Die Fähre Ferchland–Grieben nahm 1998 den Betrieb auf, um nach fast fünfzig Jahren Unterbrechung die Verbindung der Orte Ferchland und Grieben und damit auch der Landkreise Jerichower Land und Stendal in Sachsen-Anhalt über die Elbe wiederherzustellen. Die Fähre verbindet die Kreisstraße 1196, die hier die Elbe quert.

## Geschichte
Der Fährverkehr an dieser Stelle wurde erstmals im Jahr 1722 urkundlich erwähnt. Damals war sie eine sogenannte Schrickfähre, weil das Boot mit Menschenkraft geschrickt, das heißt mit Staken über die Elbe bewegt wurde. Um 1890 verwendete man eine Gierfähre, die jedoch mit ihrem Seil die Fahrrinne blockierte und deshalb wieder abgeschafft wurde.
Große Arbeitserleichterung brachte im Jahr 1925 die Einführung einer Motorfähre, bis diese 1945 infolge von Kriegsereignissen versenkt wurde. Ab 1946 konnte der Fährbetrieb dann wenigstens für Fußgänger, Rad- und Motorradfahrer mit einem Nachen mit Hilfsmotor wieder aufgenommen werden, wurde 1955 jedoch wieder aufgegeben.

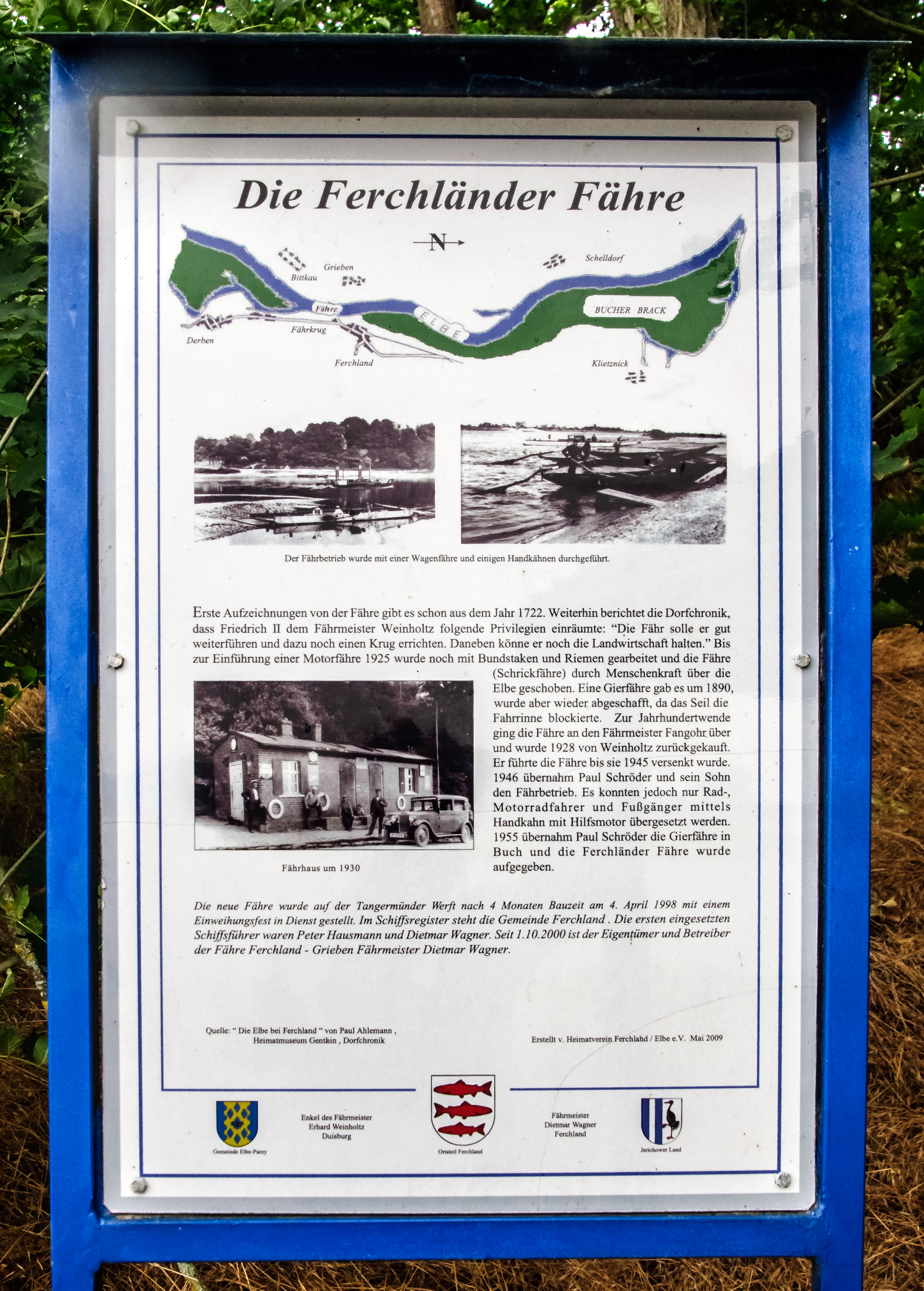
Info am Anleger
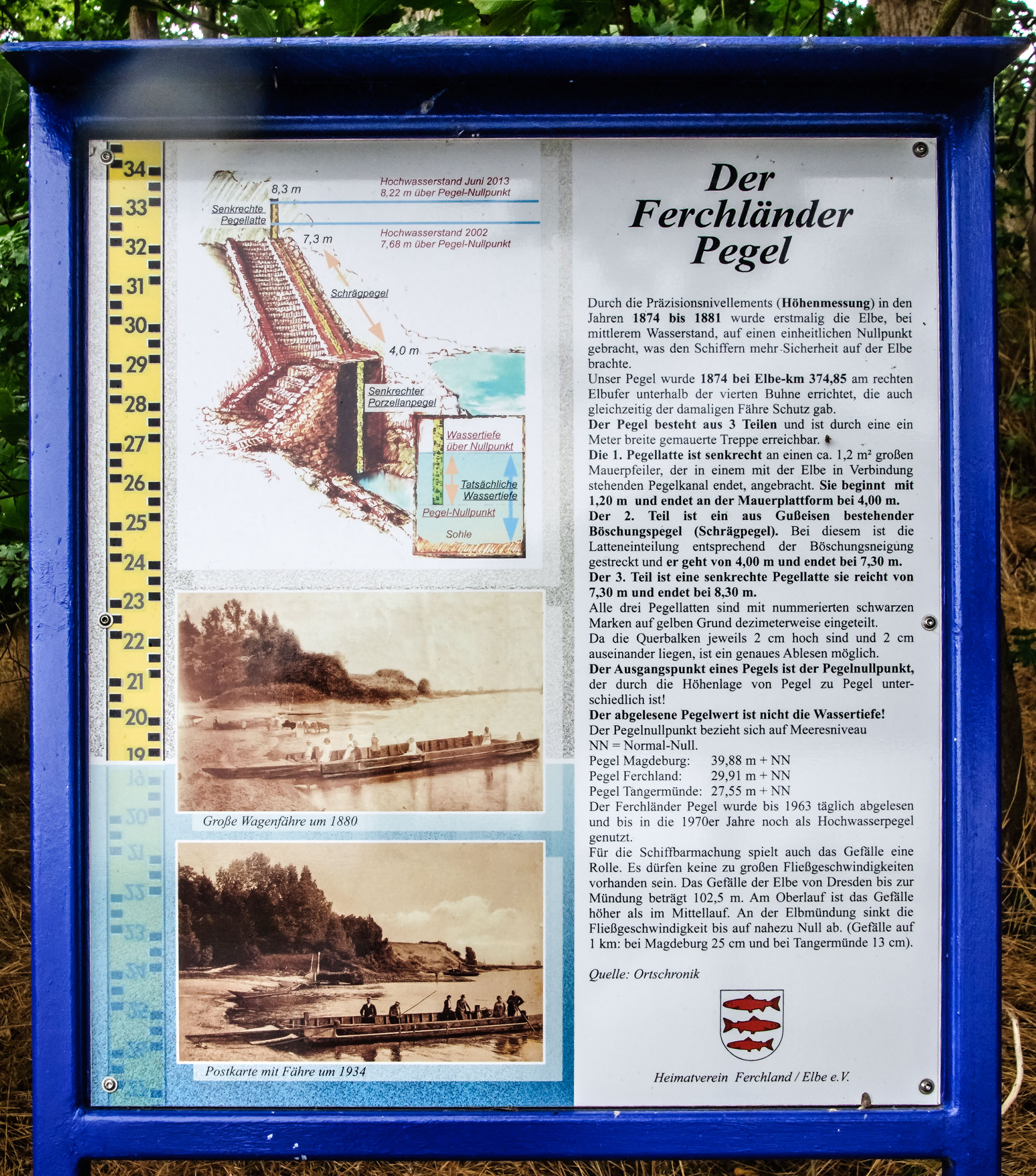
Info am Anleger
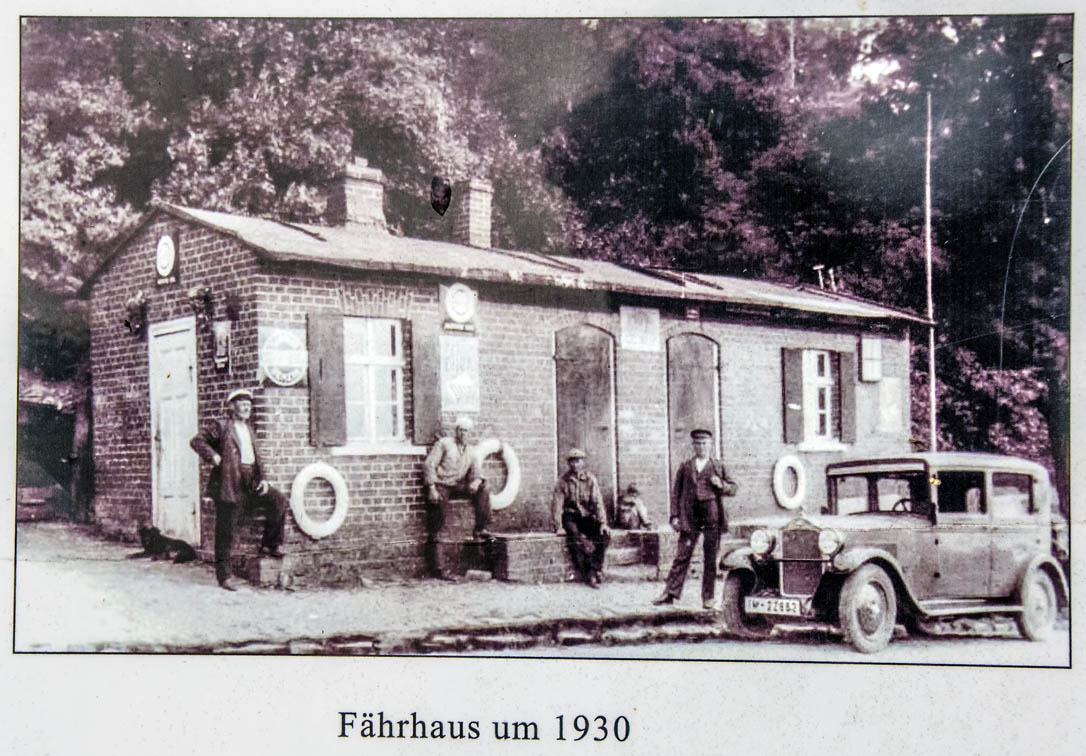
Info am Anleger
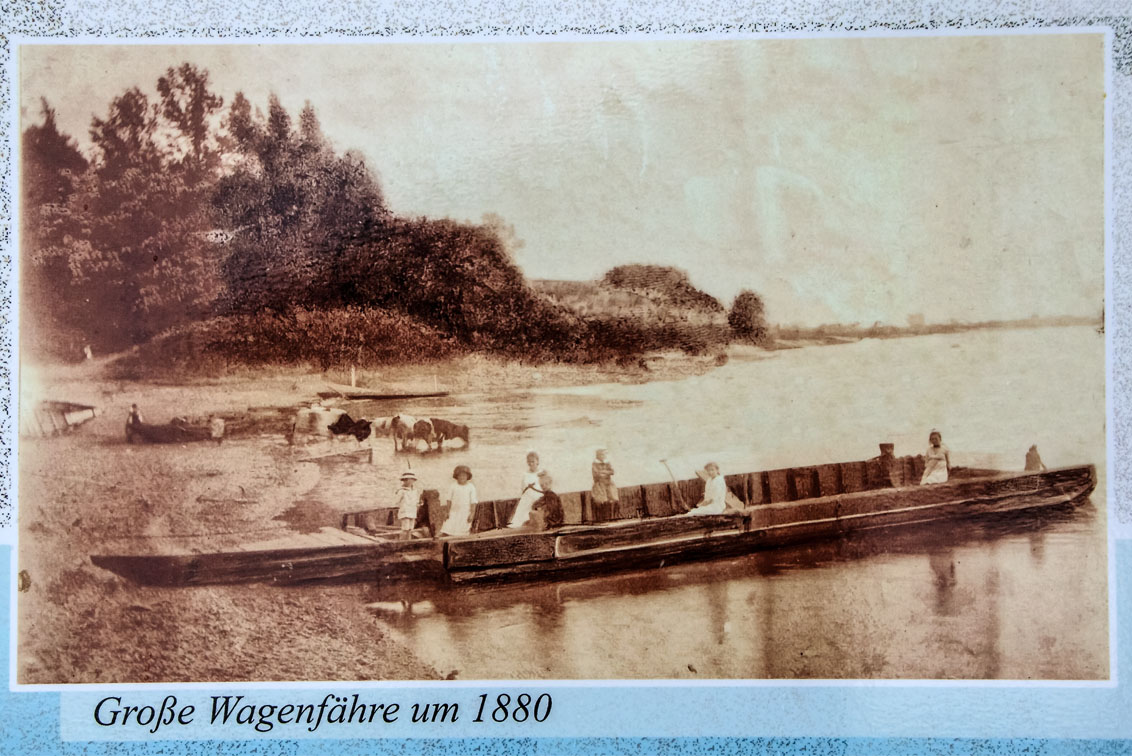
Info am Anleger

Am 4. April 1998 wurde die neue Fähre in Betrieb genommen, die bis Juni 2020 mit einer Fahrzeit von 4 Minuten bei einem Fahrzyklus von 13 Minuten den Transport von bis zu 8 PKW sowie für zusätzliche Zweiräder und Personen über die Elbe bot.

## Drohendes Aus der Elbfähre: 2020
- Fährverbing trotz Protesten eingestellt.[5][6]

Am Anleger keine Information – nur Straßensperre.
- Seit September 2020 befindet sich die Fähre im SET Schiffbau- u. Entwicklungsgesellschaft Tangermünde zur Inspektion.[7]

Die Betriebserlaubnis ist abgelaufen, aber der technische Zustand ist gut.
- Land gibt Geld für den Fährumbau – Umbau zur Gierseilfähre 2021.[9] Diese Arbeiten werden aber nicht vor 2023 abgeschlossen sein.[10]
- Im Sommer 2021 soll die motorbetriebene Fähre nochmals den Betrieb aufnehmen.[11]
- Am 11. Mai 2021 wurde der Eigentümerwechsel der Fähre Ferchland-Grieben von der Gemeinde Elbe-Parey auf die Nahverkehrsgesellschaft Jerichower Land (NJL) (Teil des Magdeburger Regionalverkehrsverbundes) bestätigt.[12]

Fährverbindung im Sommer 2021 angestrebt.

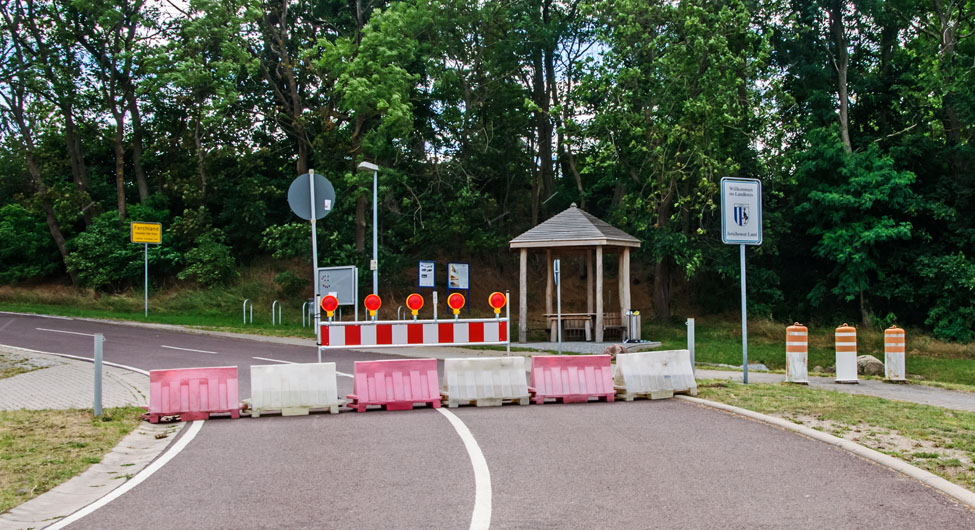
„Willkommen“ im Jerichower Land
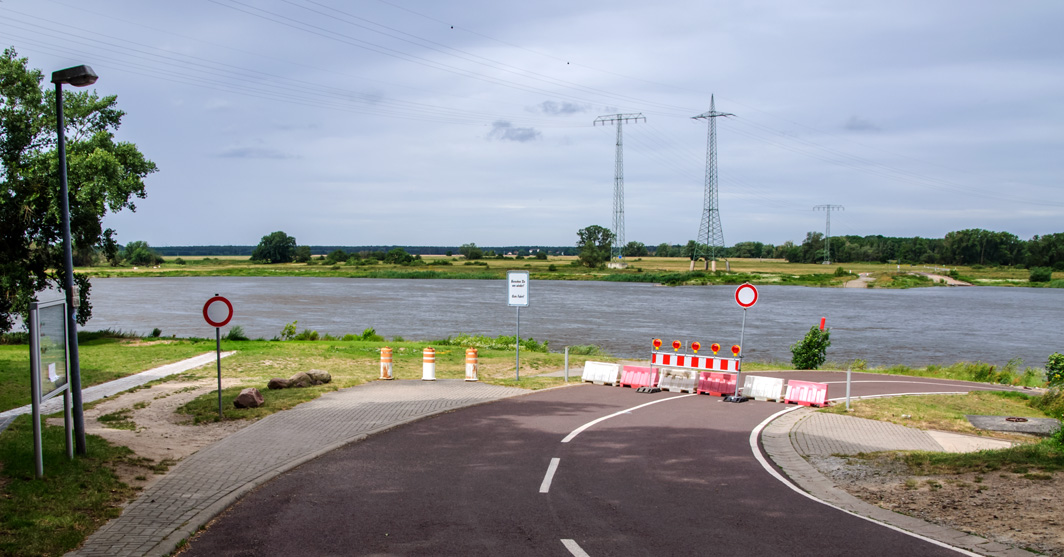
Anlegestelle gesperrt
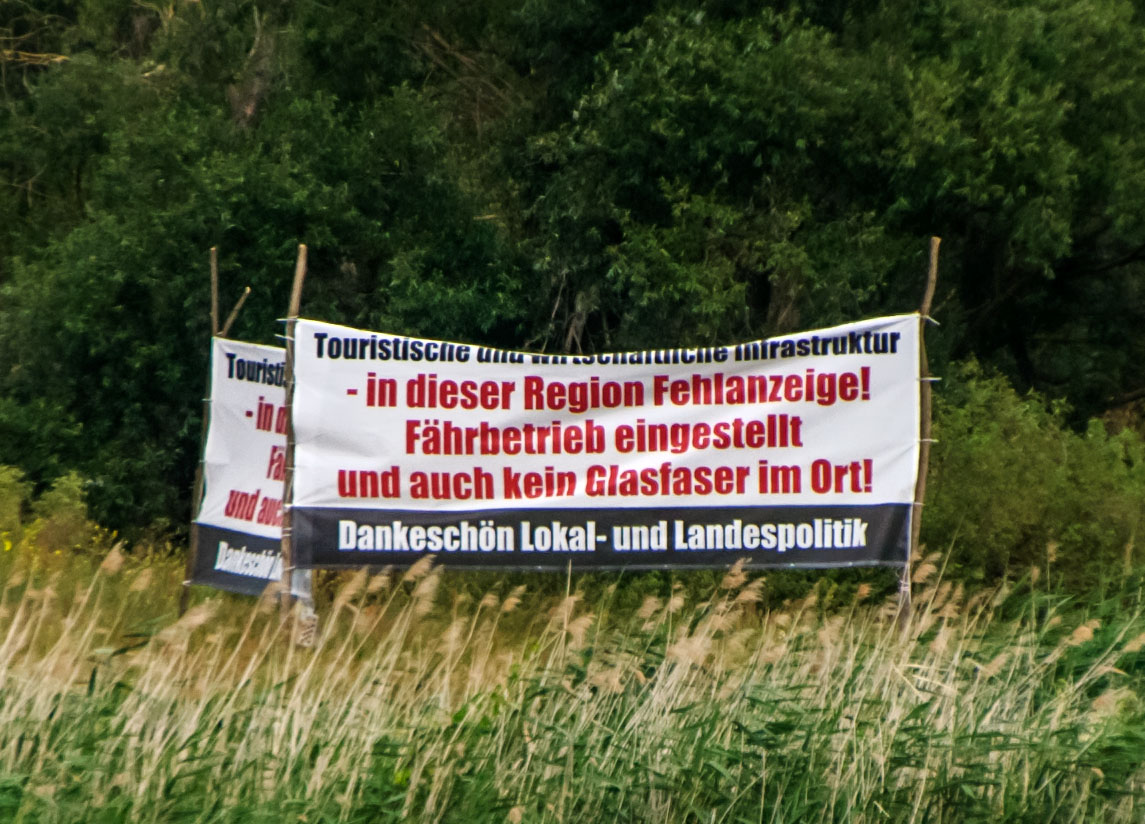
Transparent am Westufer
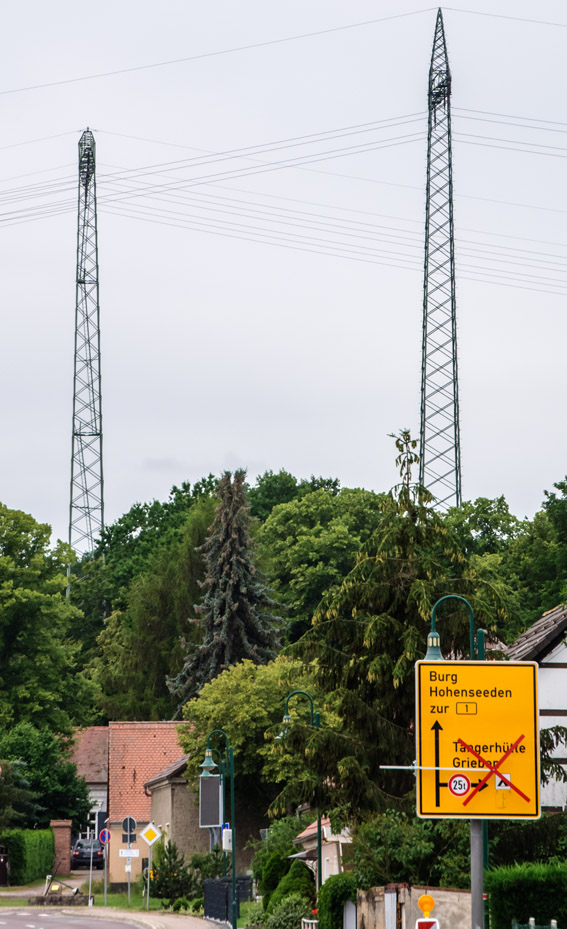
Elbüberquerung nur mit großem Umweg

## Wiederinbetriebnahme am 31. August 2021
Der neue Eigentümer ist die Nahverkehrsgesellschaft Jerichower Land (NJL) (Teil vom Magdeburger Regionalverkehrsverbund)

Im Marego-Fahrplan hat die Fähre die Nummer 770 und fährt täglich (bei normalem Wasserstand).

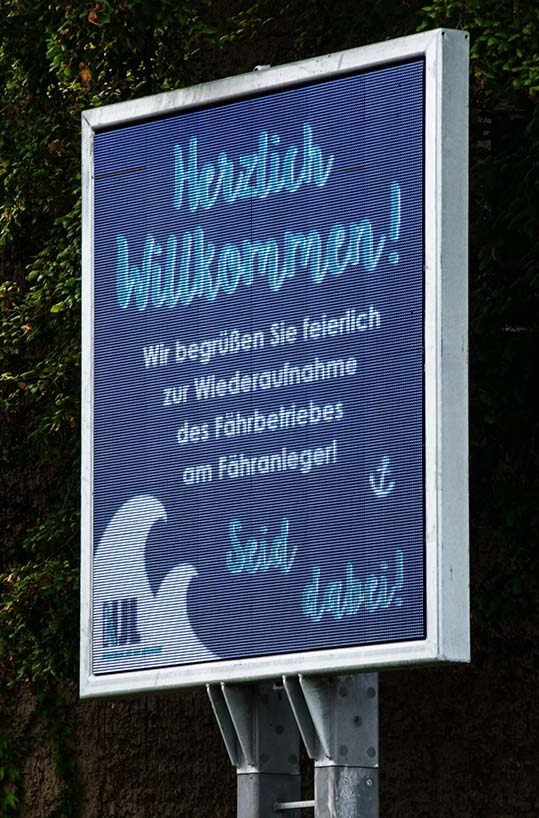
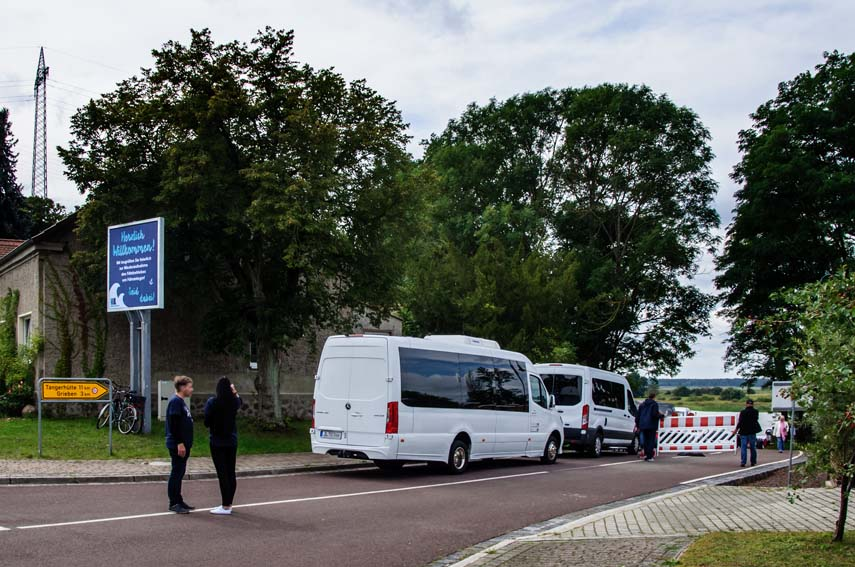
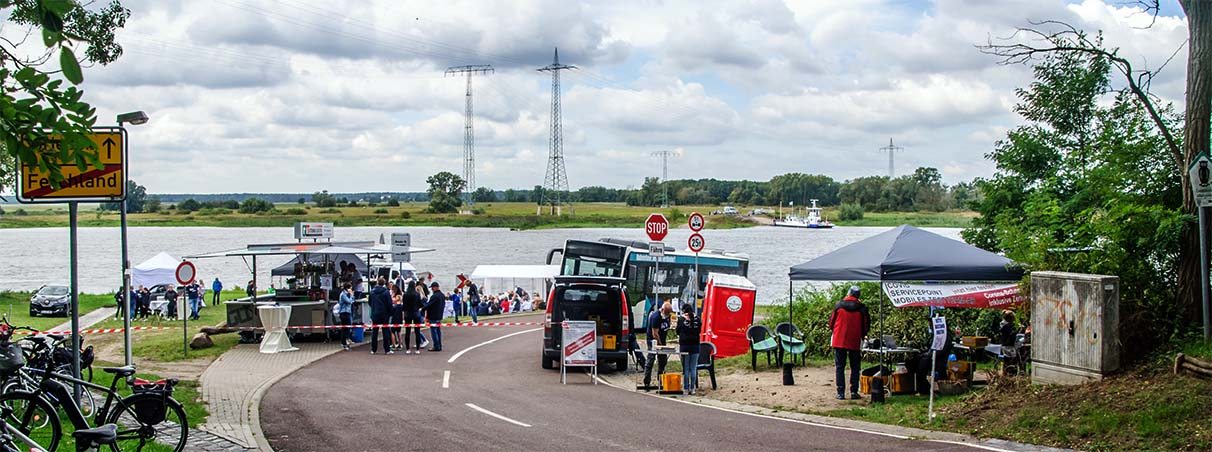

## Das Fährschiff vor und nach der Sanierung
Die Motorfähre hat eine Länge über den Klappen von 29 Metern (Schiffskörper 20 Meter), eine Breite von 9,50 Metern und einen Tiefgang von 0,60 Metern. Die Fähre mit der Tragfähigkeit von 25 Tonnen wird von zwei MAN-Schiffsdieselmotoren mit je 117 kW (160 PS) angetrieben.

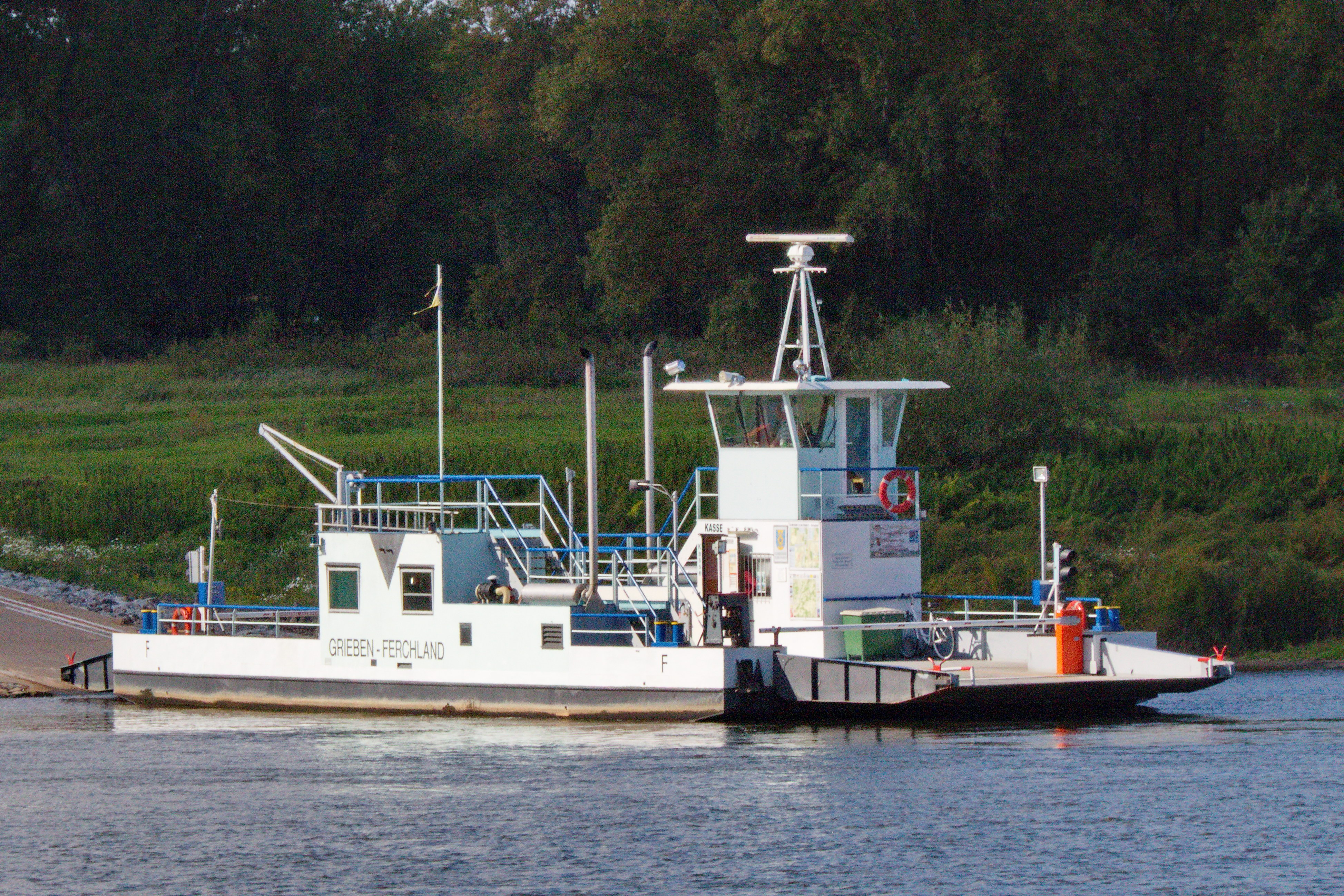
Das alte Fährschiff
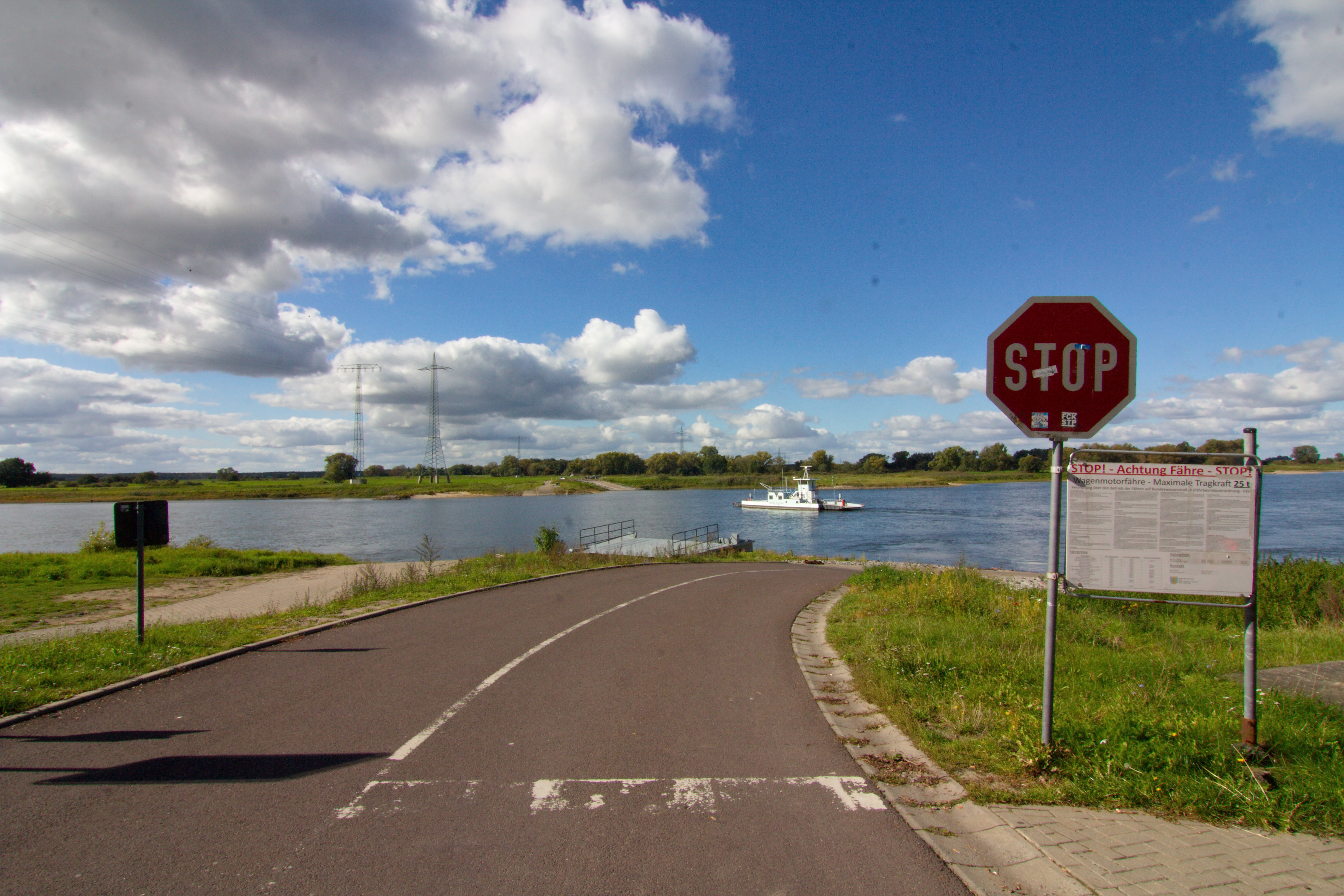
Ehemalige Fährverbindung von Ferchland gesehen
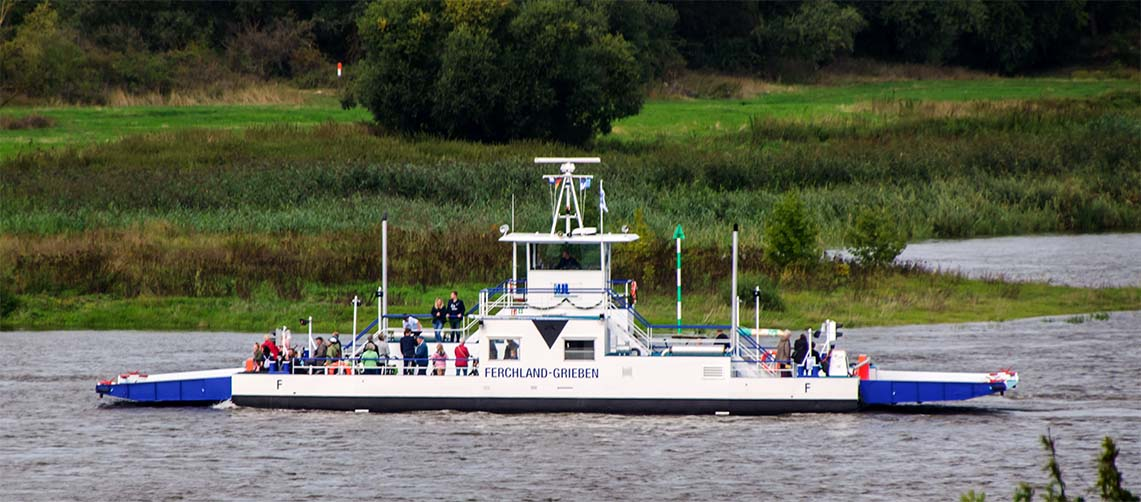
Neue Lackierung
- Auslaufen in Grieben